# Sporting Braga F.C.
Sporting Clube de Braga (phát âm tiếng Bồ Đào Nha: [ˈspɔɾtĩŋ ˈkluβ(ɨ) ðɨ ˈβɾaɣɐ]) (Euronext: SCB), thường được gọi là Sporting de Braga hoặc chỉ Braga, là một câu lạc bộ thể thao Bồ Đào Nha đến từ thành phố Braga. Đội bóng đá thi đấu ở Primeira Liga (hạng đấu cao nhất của bóng đá Bồ Đào Nha) tại Estádio Municipal de Braga với sức chứa 30.000 chỗ ngồi.
Câu lạc bộ thường xuyên góp mặt ở sân chơi Europa League và lọt vào chơi trận chung kết vào năm 2011 nhưng để thua trước F.C Porto trong trận chung kết Cup Châu Âu toàn Bồ Đào Nha.
Braga cũng 2 lần góp mặt ở UEFA Champions League nhưng không vượt qua vòng đấu bảng.